# Antananarivo
Antananarivo er Madagaskars hovedstad. Byen er også kendt under den koloniale forkortning "Tana". Den ligger i Antananarivo provinsen. Antananarivo og dens omkringliggende urbane område havde i 2015 estimeret 2,6 millioner indbyggere. Byen er også landets administrative, økonomiske og kulturelle center, hvor præsidenten har sit residens. Parlamentet, senatet og Madagaskars højesteret er også beliggende i Antananarivo.
Byen blev grundlagt mellem 1610-1625, da den merianske konge Andrianjaka (regerede fra ca. 1612-1630) forviste Vazimba-folket fra landsbyen Analamanga. Efter at have erklæret området for sin hovedstad, byggede Andrianjaka en såkaldt "rova", som er en kongelig befæstet bolig. Rova'en udviklede sig sidenhen til at være det royale palads for Kongeriget Imerina.
Byen ligger 1.280 meter over havets overflade og midt på øen. I byen bliver der fremstillet madvarer, cigaretter og tekstiler. Byen blev i den franske tid kaldt Tananarive.